# Futbol a les Comores
El futbol és l'esport més popular a les Comores. És dirigit per la Federació de Futbol de les Comores. L'any 2003 va ingressar a la Confederació Africana de Futbol i a la FIFA el 2005.

## Competicions
- Lligues:

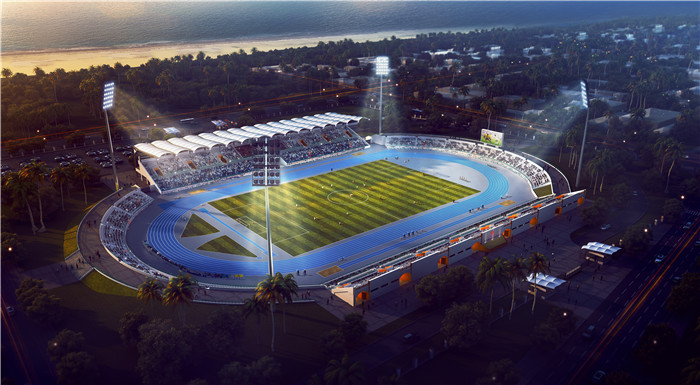
Stade Omnisports de Malouzini.

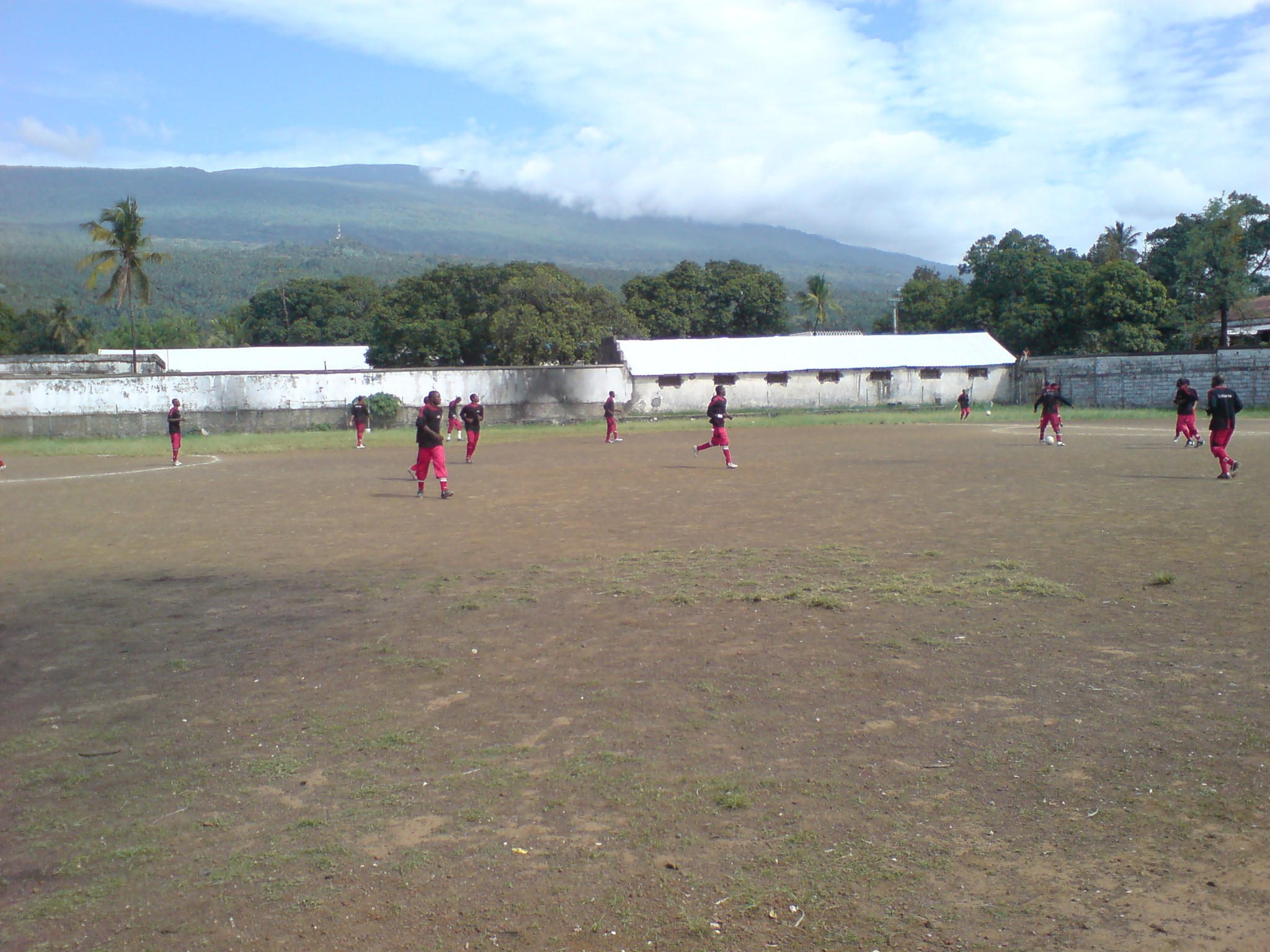
Stade de Beaumer.

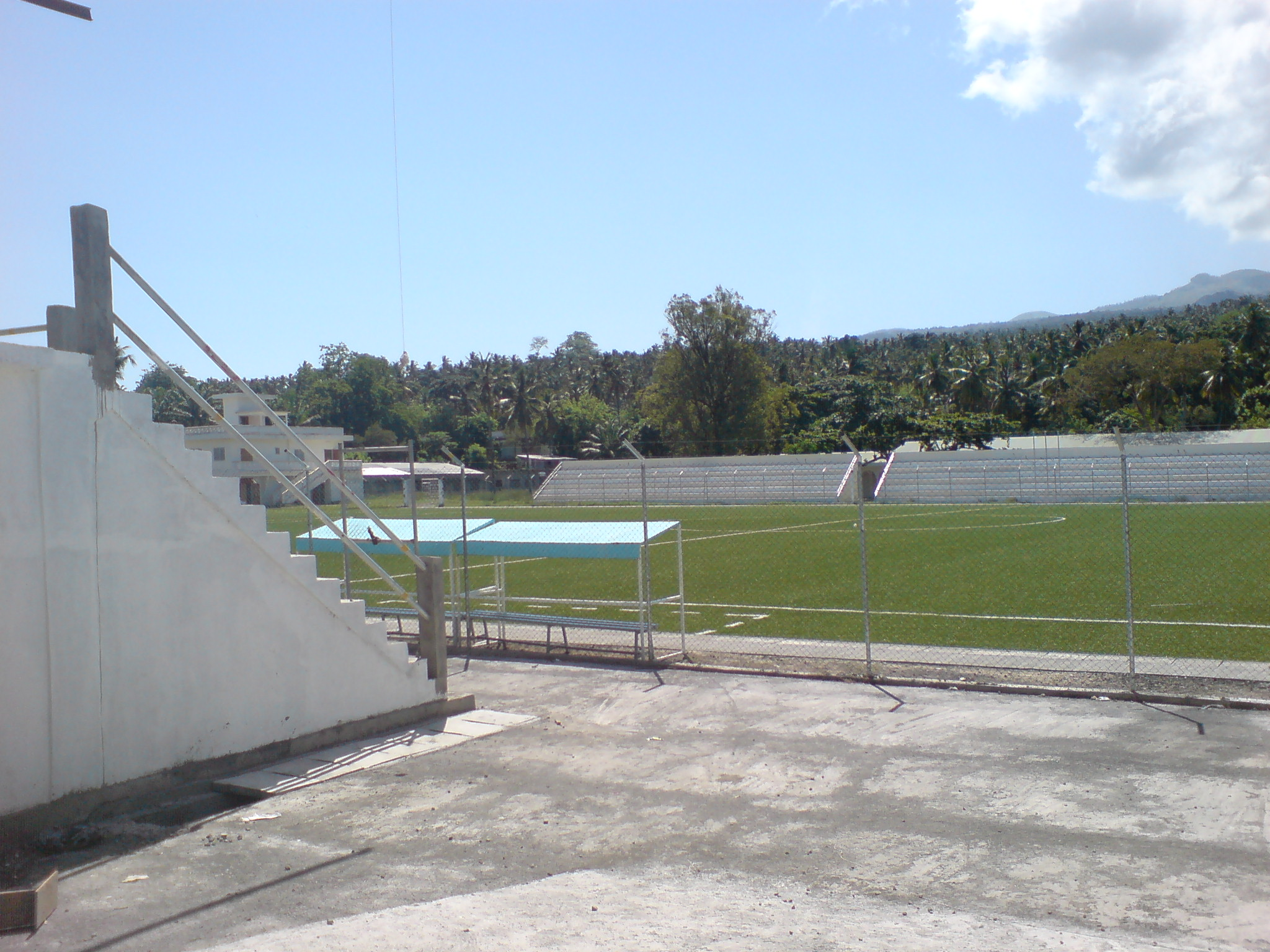
Stade Said Mohamed Cheikh.

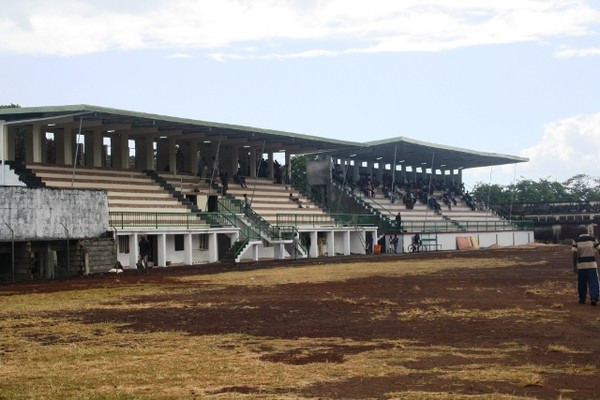
Antic estadi de Moroni.

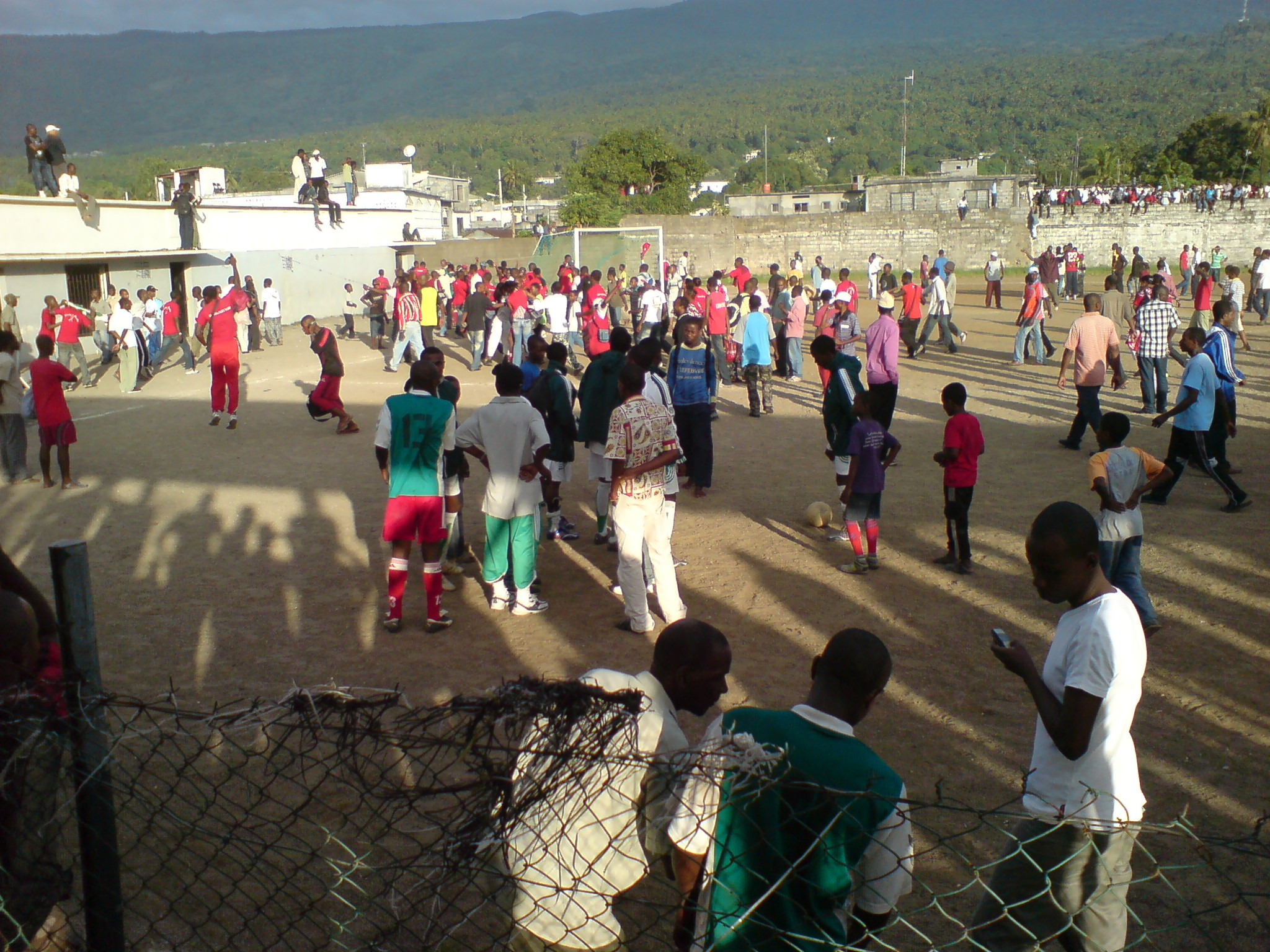
Seguidors a l'estadi de Moroni.

  - Lliga de Comores de futbol (Fase Final)
  - Lliga de Ngazidja (1a Divisió)
  - Lliga de Nzwani (1a Divisió)
  - Lliga de Mwali (1a Divisió)
  - Lliga de Ngazidja (2a Divisió)
  - Lliga de Nzwani (2a Divisió)
  - Lliga de Ngazidja (3a Divisió)

- Copes:
  - Copa de Comores de futbol
  - Supercopa de Comores de futbol

## Principals clubs
Clubs amb més títols nacionals a 2019.
- Coin Nord de Mitsamiouli
- Volcan Club de Moroni
- Élan Club de Mitsoudjé
- Fomboni FC
- US de Zilimadjou

## Principals estadis
| # | Estadi                        | Capacitat | Ciutat      |
| - | ----------------------------- | --------- | ----------- |
| 1 | Stade Omnisports de Malouzini | 14.053    | Iconi       |
| 2 | Stade de Beaumer              | 3.000     | Moroni      |
| 3 | Stade Said Mohamed Cheikh     | 2.000     | Mitsamiouli |